# Monthoiron
Monthoiron ist eine französische Gemeinde mit 672 Einwohnern (Stand: 1. Januar 2022) im Département Vienne in der Region Nouvelle-Aquitaine. Sie gehört zum Arrondissement Châtellerault und zum Kanton Chauvigny (bis 2015: Kanton Vouneuil-sur-Vienne) und des Gemeindeverbands Communauté d’agglomération du Pays Châtelleraudais. Die Einwohner werden Beaumontois genannt.

## Geographie
Monthoiron liegt etwa elf Kilometer südsüdöstlich von Poitiers. Der Ozon begrenzt die Gemeinde im Norden. Umgeben wird Monthoiron von den Nachbargemeinden Senillé im Norden, Chenevelles im Osten, Archigny im Süden, Bonneuil-Matours im Südwesten, Vouneuil-sur-Vienne im Westen sowie Availles-en-Châtellerault im Nordwesten.

## Bevölkerungsentwicklung
| Jahr                      | 1962 | 1968 | 1975 | 1982 | 1990 | 1999 | 2006 | 2012 |
| Einwohner                 | 452  | 393  | 366  | 564  | 609  | 588  | 603  | 689  |
| Quelle: Cassini und INSEE |      |      |      |      |      |      |      |      |

## Sehenswürdigkeiten

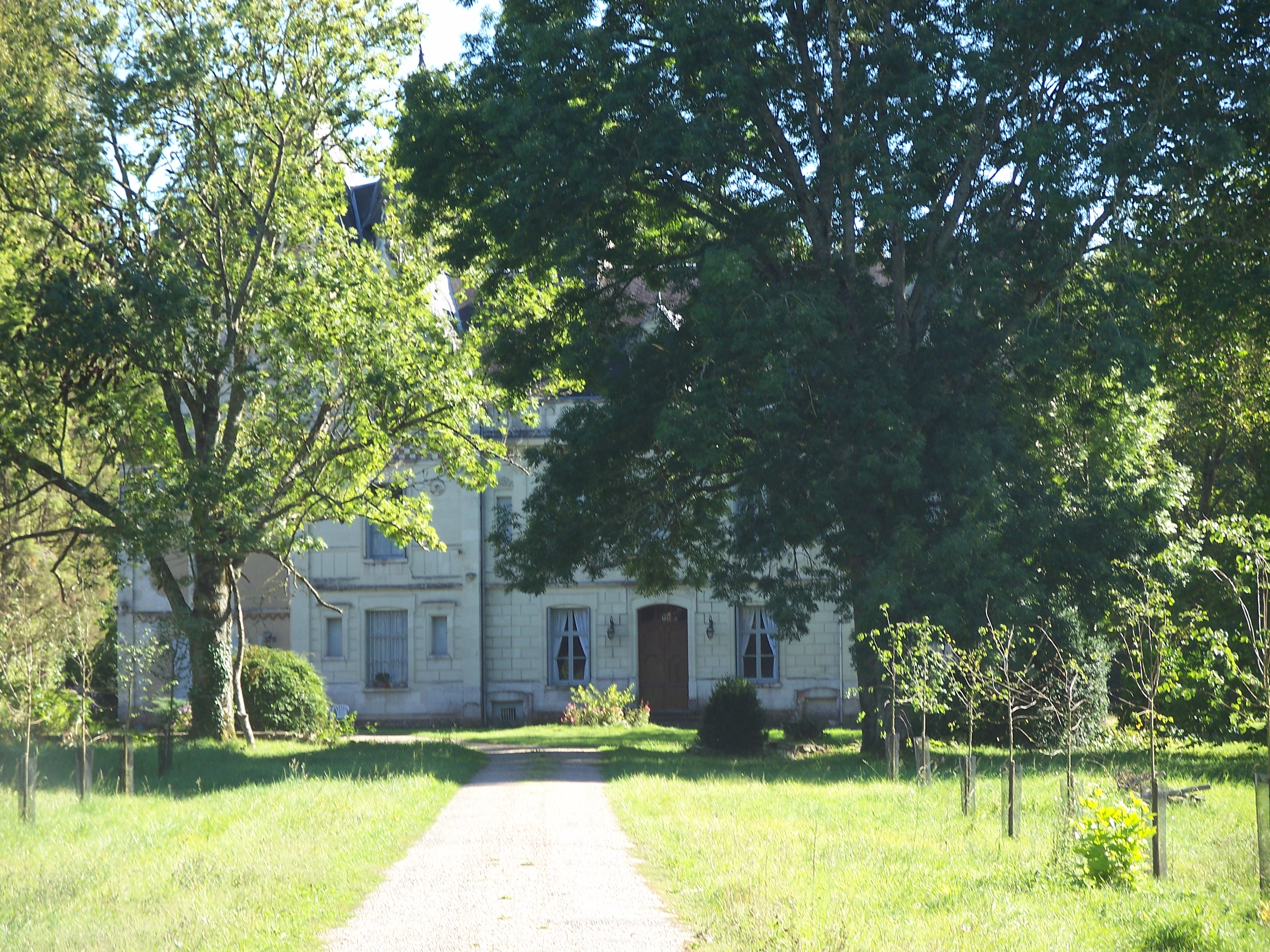
Schloss Monthoiron

- Kirche Saint-Ambroise aus dem 12. Jahrhundert
- Kapelle Beauvais, Monument historique seit 1994
- Die Kapelle Saint-Médard in Asnières ist seit 1993 Monument historique.
- Das Schloss und die Domäne Monthoiron sind seit 1996 ein Monument historique. Zu dem Ensemble gehört auch die Ruine eines Turms aus der Renaissance bei dem erwogen wird, dass er nach einem Entwurf von Leonardo da Vinci gebaut wurde.[1]

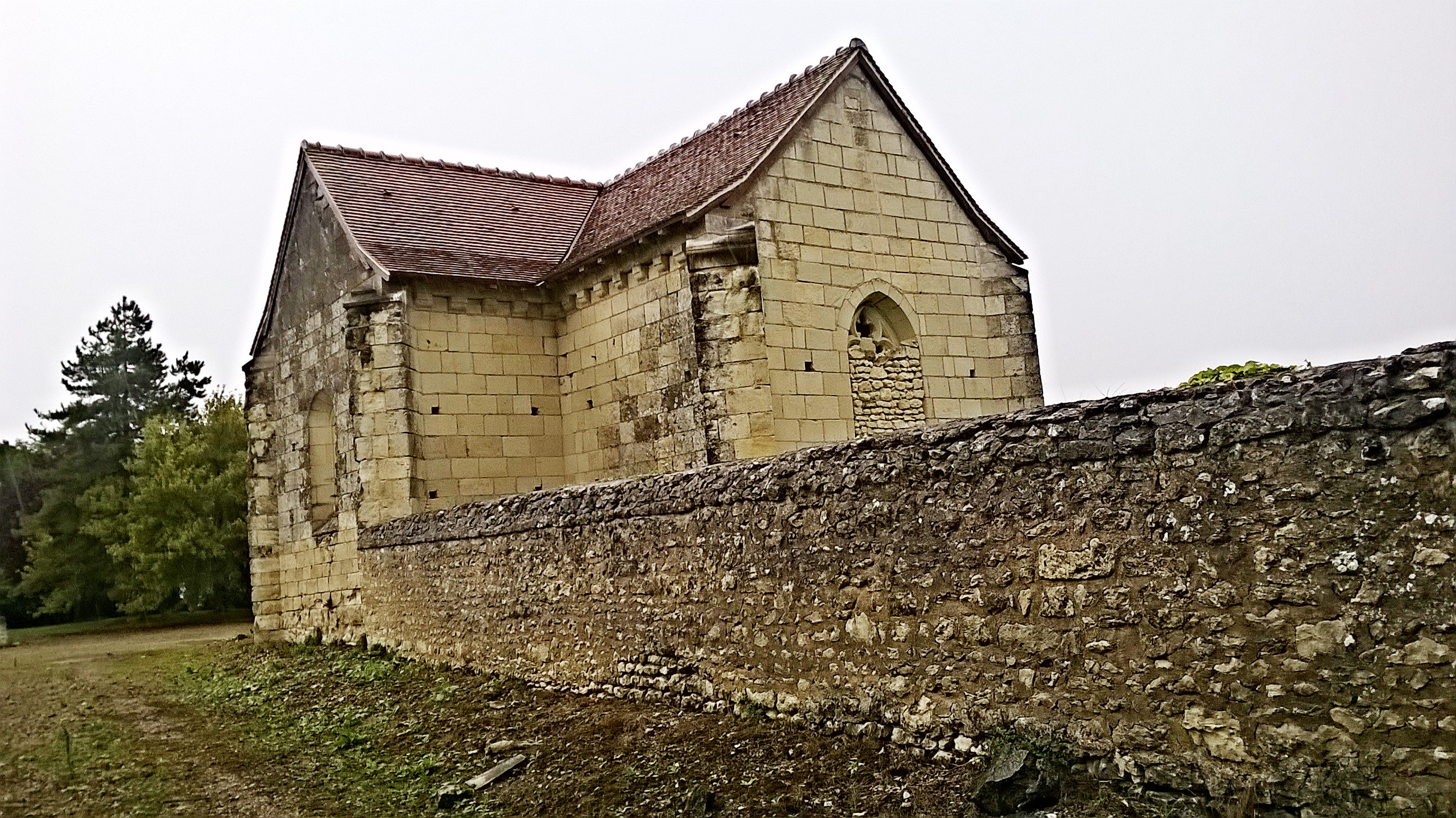
Kapelle Beauvais
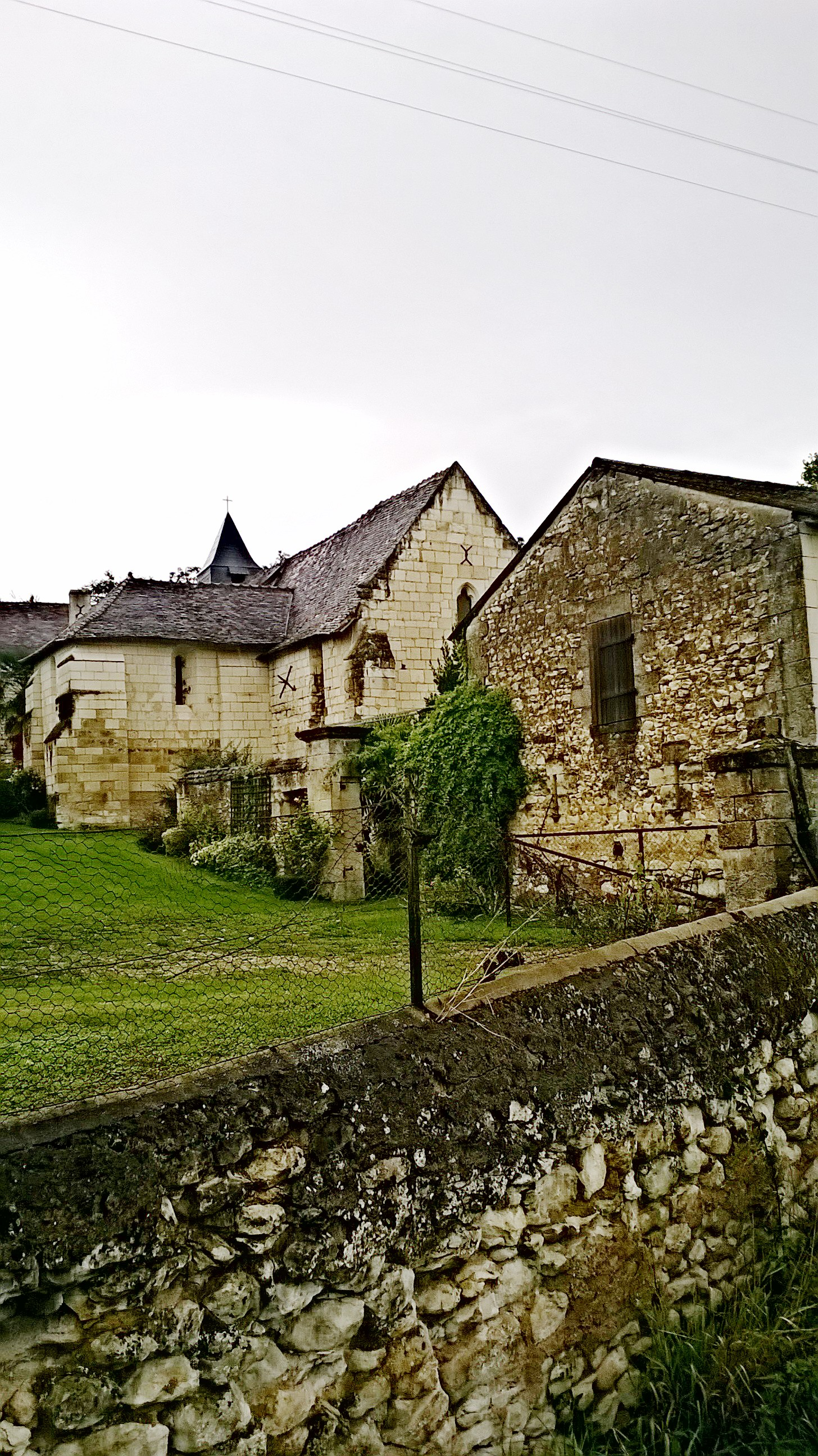
Kapelle Saint-Médard